# Zeche Roland
Die Zeche Roland war ein Steinkohlen-Bergwerk in Oberhausen.

## Geschichte
Im Bereich von Dümpten waren um 1841 mehrere Schürfgesellschaften auf der Suche nach Kohlenvorräten fündig geworden und schlossen sich 1847 zur Gewerkschaft „Roland“ zusammen.
Diese begann 1847 in Dümpten an der Grenze von Oberhausen und Mülheim an der Ruhr mit dem Abteufen des ersten Schachtes. Wassereinbrüche, die nicht bewältigt werden konnten, erzwangen eine Unterbrechung der Arbeiten bis 1852.
Durch Einsatz einer Dampfpumpe konnte das Wasser abgeführt werden, so dass der Schacht 1856 den Betrieb aufnehmen konnte.
Ein kleiner Wetterschacht kam in den 1860er Jahren hinzu. Das verhältnismäßig kleine Grubenfeld erforderte bald größere Abbautiefen und eine technische Modernisierung. Der Schacht 1 wurde tiefergeteuft und größer dimensioniert. Gleichzeitig wurde eine Brikettfabrik angelegt, um die geförderte Magerkohle günstig absetzen zu können.
1904 ging die Zeche „Roland“ in den Besitz der Harpener Bergbau AG über, die die Expansionsmaßnahmen fortsetzte. 1905 wurde das Grubenfeld der benachbarten Zeche Vereinigte Sellerbeck angeschlossen und die Schachtanlage Roland ausgebaut, während „Sellerbeck“ stillgelegt wurde. Schacht „Roland“ 1 erhielt ein großes Fördergerüst.
Nach wirtschaftlichen Schwankungen im Ersten Weltkrieg wurden von der Harpener Bergbau AG erneut Expansionspläne verwirklicht. Neben Schacht 1 wurde von 1917 bis 1921 der Schacht 2 niedergebracht. Dieser wurde mit einem zweigeschossigen Tomson-Bock ausgestattet und übernahm die Hauptförderung. Gleichzeitig wurde der alte Wetterschacht abgeworfen.

## Stilllegung
Die sich im Rahmen der Weltwirtschaftskrise ungünstig entwickelnde Absatzsituation für Steinkohle führte zu dem Entschluss der Harpener AG, die Zeche „Roland“ wegen ihrer zu diesem Zeitpunkt nicht mehr wirtschaftlich gewinnbaren Vorräte stillzulegen. Die Stilllegung wurde 1928 durchgeführt.
Schacht 1 wurde verfüllt und Schacht 2 bis 1937 offengehalten, um dann abgedeckt zu werden. Im Jahre 1958 sollte er dann durch die benachbarte Zeche Concordia wieder aufgewältigt werden. Ein neues Fördergerüst wurde errichtet. Die einsetzende Kohlekrise ließ dann aber diese Pläne zum Erliegen kommen.

## Heutiger Zustand
Die Zeche „Roland“ ist heute nicht mehr zu erkennen. Heutzutage findet man dort das erst Selfstorage Unternehmen Oberhausens, die Lagerexpress GmbH, gegründet 2014 durch Mario und Marcel Hochmuth. Der südliche Teil ist als Park angelegt.